# St. Peter (Auer)

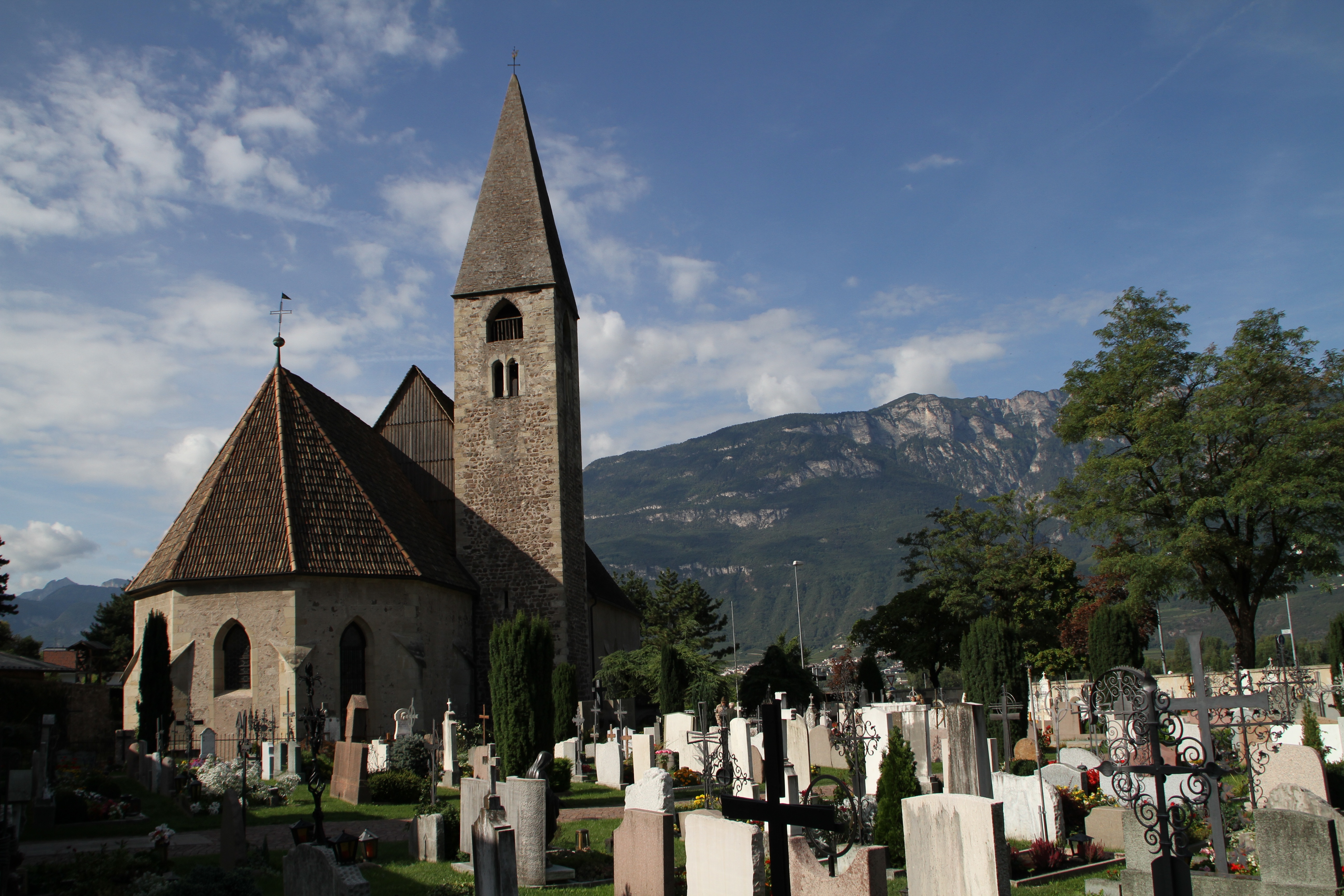
St. Peter in Auer

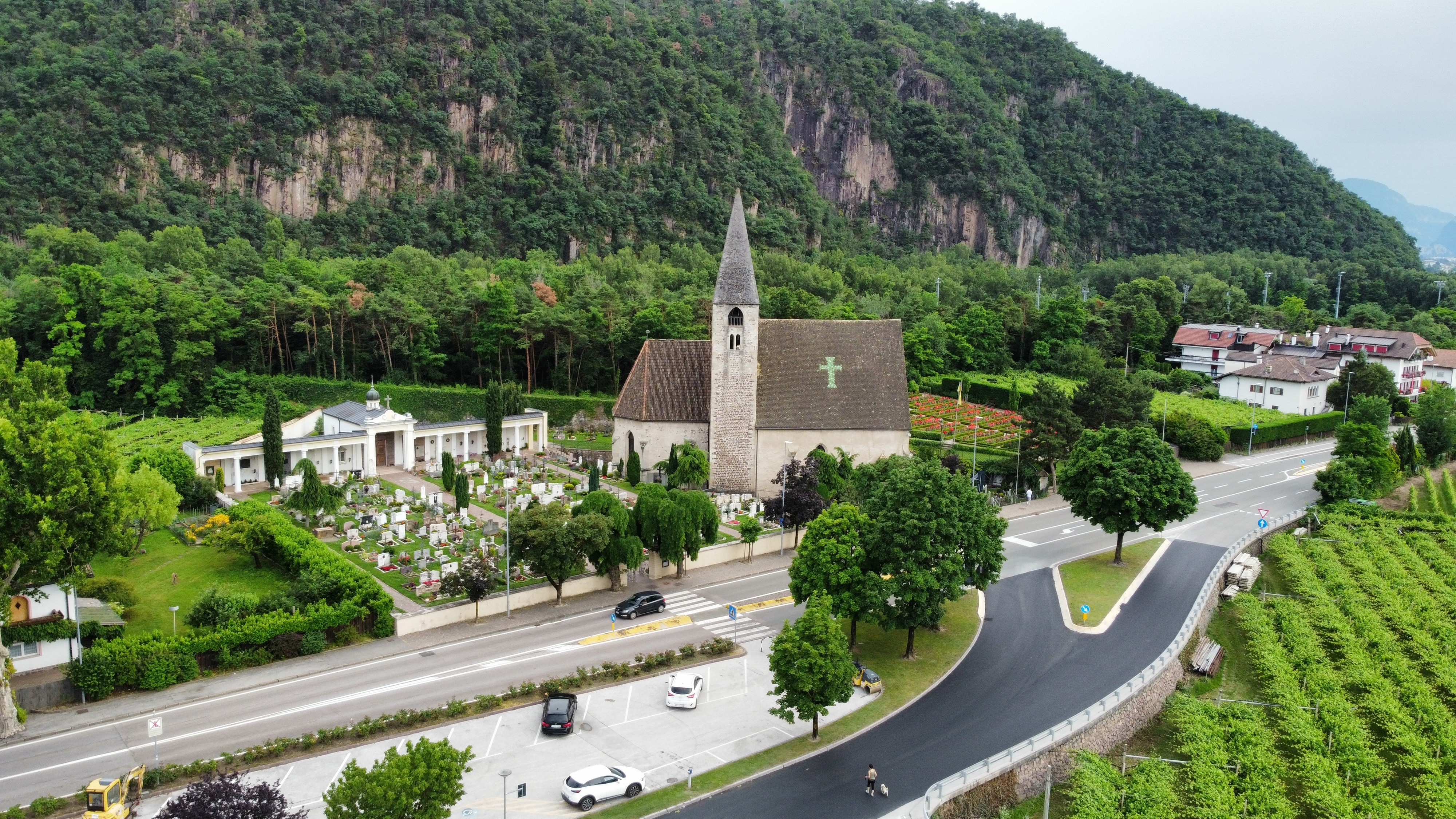
Panorama

St. Peter ist die alte römisch-katholische Pfarrkirche von Auer in Südtirol.

## Geschichte

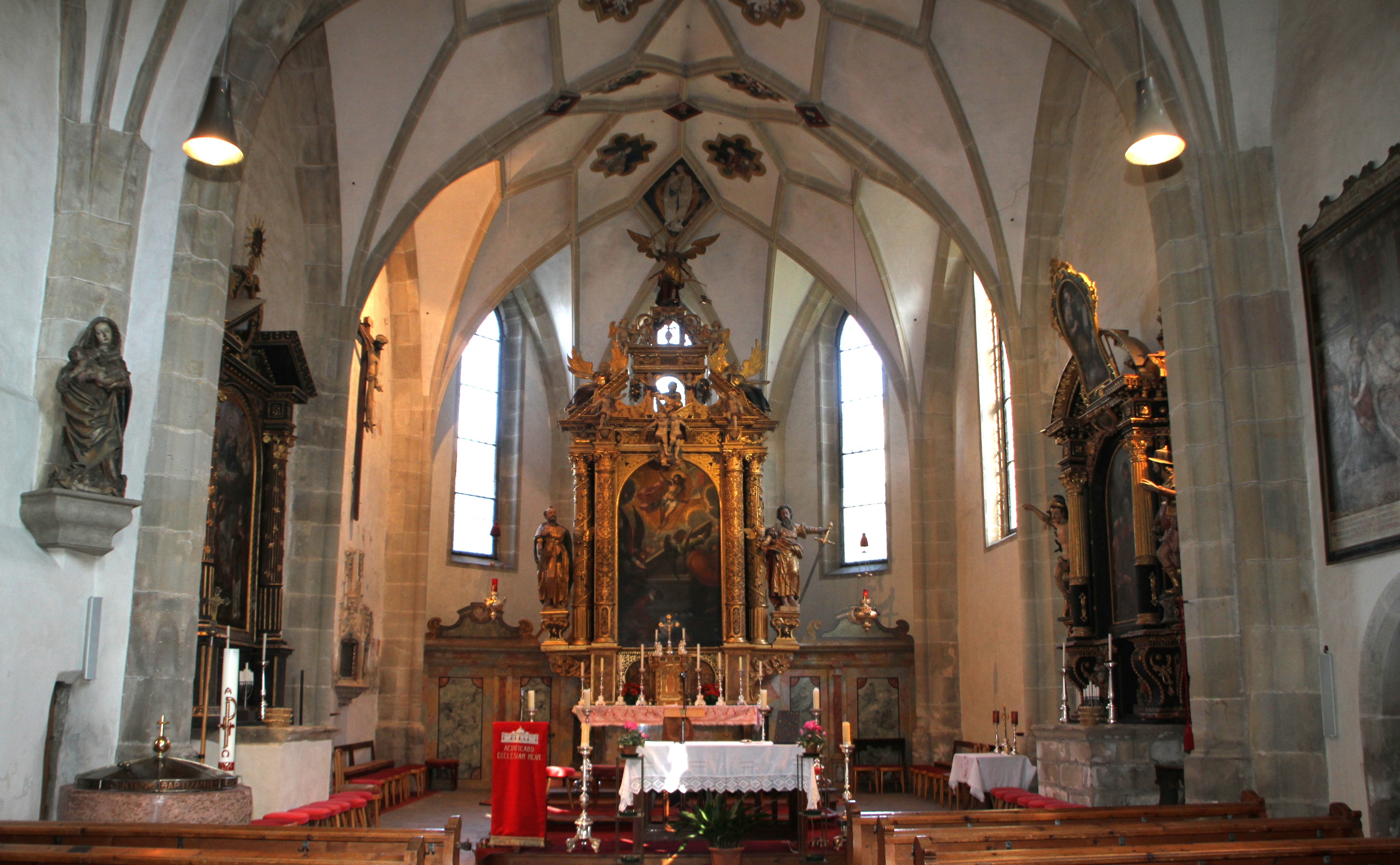
Innenraum

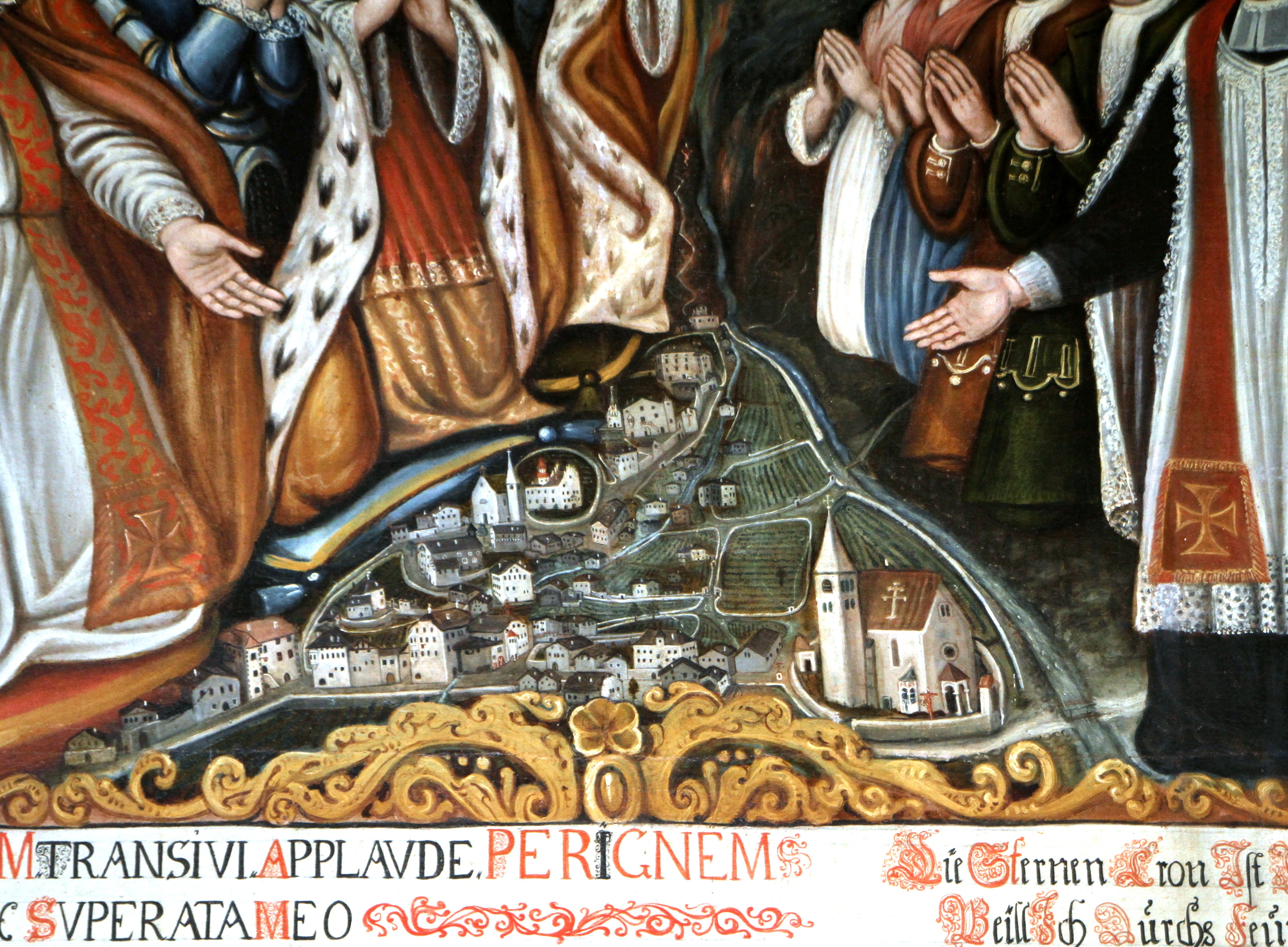
Bilderzyklus

### Pfarrei
Die Pfarre, welche ein hohes alter zu Grunde liegt, war möglicherweise schon 1146 dem Kloster San Lorenzo in Trient inkorporiert. Die erste urkundliche Erwähnung erfolgte 1183 in einer päpstlichen Bulle als „Plebs Egna cum omnibus capellis suis“. 1273 erscheint urkundlich „Zulicanus“ als erster nachgewiesener Pfarrer. Nach der Auflösung des Klosters San Lorenzo 1426 durch Papst Martin V. fiel das Patronatsrecht von Auer an die Probstei der Kathedrale von Trient, über das es noch Anfang des 20. Jahrhunderts verfügte. Bereits in der ersten Hälfte des 14. Jahrhunderts umfasste das Einzugsgebiet der Pfarre, alle Ortschaften von Branzoll bis Neumarkt, ausgenommen Salurn und seine Filialen und war somit deckungsgleich mit dem späteren Dekanat Auer.

### Kirchenbau
Als ältester Teil der Anlage gilt der nördliche Glockenturm aus der Zeit um 1300. Die romanische Kirche ersetzte einen frühmittelalterlichen Sakralbau an gleicher Stelle. 1475 errichtete der Baumeister Peter von Ursel aus Tramin das heutige spätgotische Kirchenschiff, welches erst 1526 unter der Bauaufsicht von Hans Lutz aus Schussenried vollendet wurde. Da das Gotteshaus häufig wegen Überschwemmungen nicht genutzt werden konnte, erbaute man im Ortszentrum, anstelle der kleinen Kapelle St. Jodokus aus dem 13. Jahrhundert, die neue Pfarrkirche Unsere Liebe Frau vom Rosenkranz, welche 1674 geweiht wurde. 1903 weihte man auf dem der Pfarrkirche umgebenden Friedhof eine neue Friedhofskapelle. Am 9. Juni 1975 erfolgte die Unterschutzstellung von Seiten des Südtiroler Landesdenkmalamtes.

## Ausstattung
Das Altarblatt des frühbarocken Hochaltars von 1621 schuf Teophil Polack. Die wertvolle Renaissance-Orgel von 1599, die der Orgelbauer Hans Schwarzenbach aus Füssen fertigte, gilt heute als älteste bespielbare Orgel Südtirols.